# 秉公堂

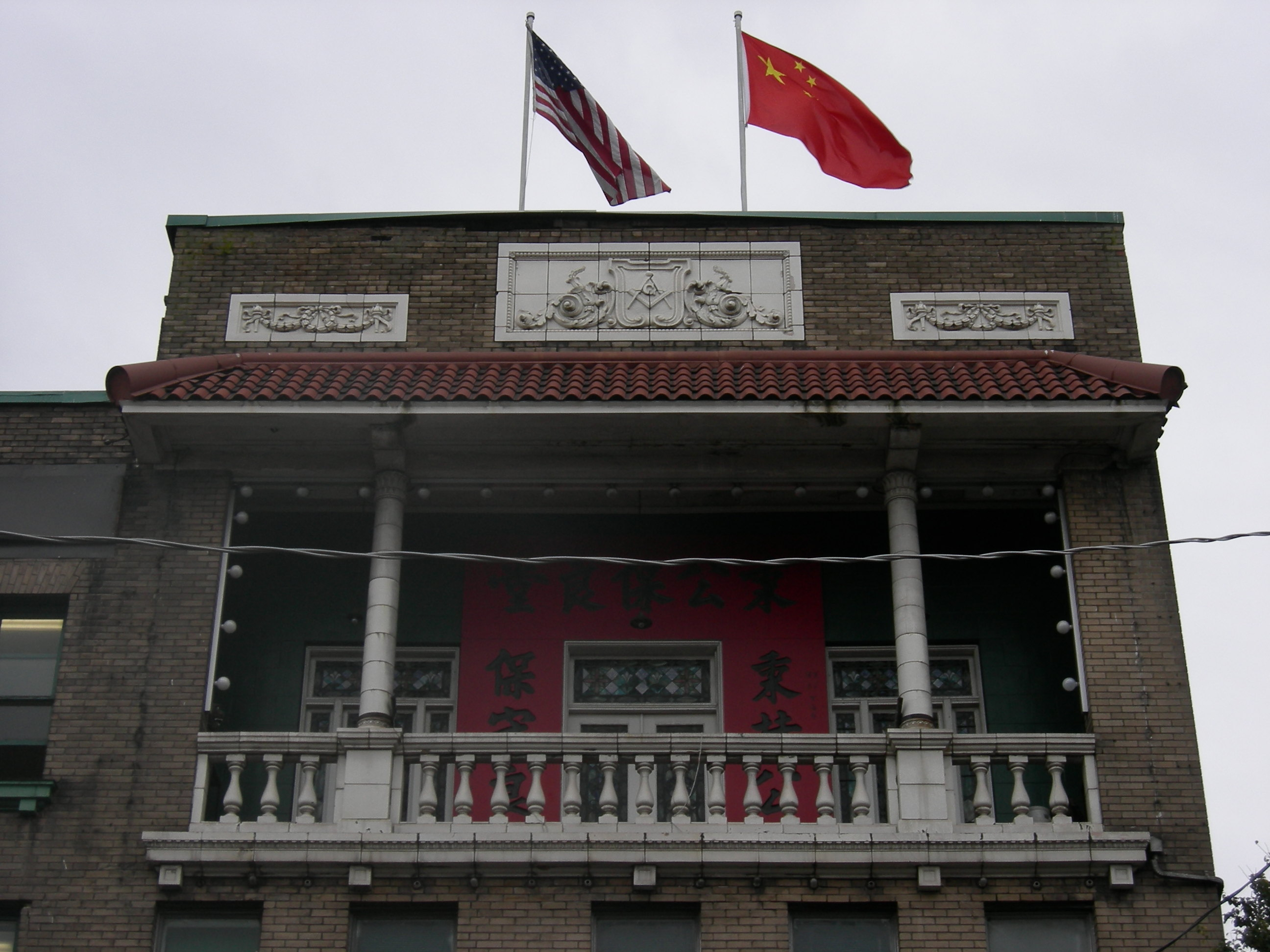
西雅圖華埠的秉公保良堂，懸掛美國國旗與中華人民共和國國旗

秉公堂又称为美洲秉公總堂，是舊金山華埠五大僑團之一（舊稱五大堂口）。秉公堂会员众多，分堂遍布美国各州，会员没有限制，华人皆可参加。且带有一定政治色彩。

## 历史
秉公堂前身成立於1874年（清朝同治十三年6月15日）。太平洋铁路完工之后，组织初具雏形。当时洪門致公堂大佬羅煜、溫增大、江遇、伍英、黃齊、陳煖、陳鈿、許恩慶等十四人脫離致公堂，另立"督公堂"。因深受外界排挤，而改名为秉公堂。兩堂同根同源，因此皆供奉洪門歷代先烈義伯宗親神位。秉公堂秉承兄弟结义的宗旨，填补没有家庭生活的人的精神生活，传播或引导国家民族思想，调解会员之间的纠纷。另外秉公堂设有娱乐场所及求职告示。
中國駐舊金山總領事館安排領事官員到西雅圖外地辦公、為當地僑民辦理證件時，地点常選擇在西雅圖華埠的秉公保良堂。

## 延伸阅读
- Devito, Carlo. Encyclopedia of International Organized Crime, Facts On File, Inc.: New York, 2005. ISBN 0-8160-4848-7